# Trust But Clarify
Trust But Clarify, llamado Confía, pero aclara en Hispanoamérica y Confía, pero verifica en España, es un episodio perteneciente a la vigesimoctava temporada de la serie animada Los Simpson, emitido originalmente el 23 de octubre de 2016 en EE.UU. El episodio fue escrito por Harry Shearer.

## Sinopsis
El abuelo Abraham Simpson se reúne con otros veteranos de la guerra en un bar cuando "The Late Late Late Night with Jimmy Jimmy" entra al aire con Kent Brockman como su estrella invitada. En el programa, Kent comienza a contar historias de guerra como cuando él aterrizó forzosamente en un contenedor que se hundía. Otro veterano de guerra confirma, sin embargo, que la historia de Kent es falsa. Como resultado, Kent se disculpa sobre las falsas historias que contó en el aire. Es despedido por eso y reemplazado por Arnie Pye.
Mientras tanto, Krusty presenta un nuevo producto: Krustaceos, un dulce que incluso Krusty creyó que era bueno. Sin embargo, Lisa Simpson pronto encuentra que el dulce es extremadamente adictivo y deja una sensación de hormigueo, por lo que decide investigar junto a Bart. Ambos entran a una de las fábricas de Krusty, roban muestras del producto y los llevan al Profesor Frink, donde descubren que contiene formaldehído.
Lisa intenta poner la historia en el Canal 6, pero no quieren emitirlo. Kent está deprimido porque no fue capaz de encontrar un nuevo empleo en una escena noticiosa llamada BizzFad al punto de que el consideró suicidarse. Lisa le pidió cubrir su historia sobre el nuevo producto de Krusty, pero se niega. En una reunión, es incitado a considerar la historia de Lisa como una oportunidad para su regreso, por lo que él y Lisa graban a Krusty admitiendo que su producto era malo y logra recuperar su empleo. Esta vez, Kent le da el crédito a Lisa.
Homer Simpson se siente envidioso como un empleado de la planta nuclear que apenas habla inglés tiene una oficina en la esquina, por lo que la Ambición de Homer le dice que debe vestirse mejor para tener más posibilidades de tener un aumento. Homer le pide a Marge que le ayude y le compre un traje. Al día siguiente, Homer va a la oficina del Sr. Burns para que le dé razones para tener un aumento, pero fracasa. La ambición de Homer es destrozada por su apatía, alcoholismo, ira y temor y arrojada fuera del oído de Homer, por lo que decide ir a la taberna de Moe.

## Recepción
Dennis Perkins de The A.V. Club le dio al episodio una B- declarando, "Al final, 'Trust But Clarify' es bastante olvidable en el gran esquema, aunque difícilmente despreciable. No es justo para el episodio el medirlo contra las altas expectativas provocadas por el aumentado involucramiento de Shearer, pero tampoco es irrazonable pensar que el crédito como escritor del multi-talentoso Shearer pudo haber empujado a un territorio más interesante, de cualquier modo."